# Ghiacciaio della Fradusta
Il ghiacciaio della Fradusta è un ghiacciaio che scende nel versante nord della Fradusta (2.939 m s.l.m.), una delle principali vette delle Pale di San Martino, in provincia di Trento. A seguito del forte ritiro avvenuto nel corso del '900 e della conseguente penetrazione umana sull'Altopiano delle Pale a scopo principalmente venatorio ma anche pascolivo e militare, fu teatro di una lunga contesa territoriale inizialmente tra Regno d'Italia ed Impero austro-ungarico in occasione della costruzione della strada militare italiana da Col di Pra all'attuale Rifugio Rosetta, e successivamente tra il comune bellunese di Taibon Agordino e il comune trentino di Tonadico, risoltasi con la definizione precisa dei confini durante gli anni '60 a favore della parte Trentina.

## Caratteristiche

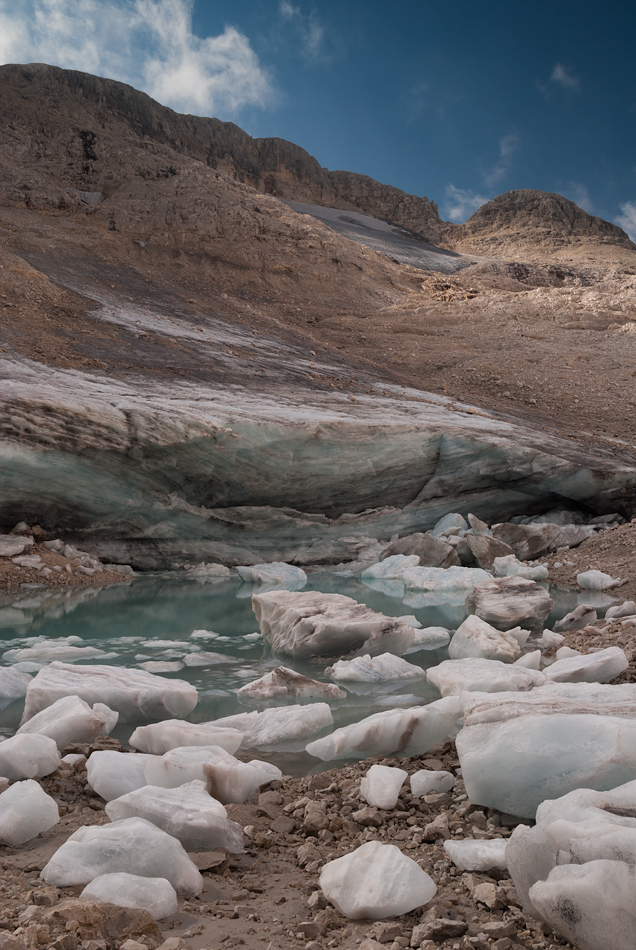
Ghiacciaio della Fradusta nel 2011: il distacco della parte bassa da quella più alta è molto evidente

Fino agli ultimi anni del secolo scorso era un ghiacciaio dalla superficie ampia e aperta, delimitato da pareti rocciose soltanto per un breve tratto nel settore più a monte. La fronte era piuttosto larga e nel settore più a valle (quota 2.750 m) terminava a falesia in un piccolo lago proglaciale dalle dimensioni che cambiavano di anno in anno, con la presenza di notevoli morene frontali determinate sia dall'erodibilità delle rocce dolomitiche a contatto con i materiali di fondo, sia dalla scarsa inclinazione della superficie (11 gradi in media). Il ghiacciaio, essendo alimentato esclusivamente da precipitazioni nevose dirette (divenute di anno in anno sempre più scarse) e subendo temperature estive sempre più elevate, ha finito col trovarsi a fine stagione costantemente privo di innevamento residuo e quindi di alimentazione, con un conseguente rapido ritiro.
In passato il ghiacciaio era considerato il più importante delle Pale ed era il secondo delle Dolomiti, per estensione, dopo il Ghiacciaio della Marmolada. La calda estate del 2003 ha portato alla suddivisione del ghiacciaio in due parti e dal 2018 alla totale scomparsa della parte inferiore. Il decremento di superficie e la riduzione dello spessore permettono di presupporre che fra pochi anni anche la piccola porzione di ghiaccio rimasta si estinguerà completamente.
A seguito della continua fusione, attualmente il ghiacciaio non è più il maggiore delle Pale, in quanto ha raggiunto una dimensione minore rispetto al Ghiacciaio del Travignolo.

### Estensione
In collaborazione con il Parco naturale Paneveggio - Pale di San Martino, a partire dal 1997 il ghiacciaio viene sottoposto a regolari rilievi topografici di precisione da parte del Comitato Glaciologico Trentino.
Stime e misure dell'estensione del ghiacciaio ottenute dal Comitato glaciologico della Società alpinisti tridentini:

| Anno | Estensione del ghiacciaio (Ha) |
| 1888 | 283,26                         |
| 1931 | 159,88                         |
| 1932 | 145,00                         |
| 1954 | 79,7                           |
| 1959 | 65,63                          |
| 1962 | 65,00                          |
| 1973 | 38,47                          |
| 1983 | 30,12                          |
| 1987 | 29,40                          |
| 1994 | 22,00                          |
| 1994 | 21,80                          |
| 1999 | 18,59                          |
| 2000 | 17,96                          |
| 2001 | 20,18                          |
| 2002 | 16,79                          |
| 2003 | 14,80                          |
| 2004 | 14,29                          |
| 2005 | 12,28                          |
| 2006 | 10,80                          |
| 2006 | 11,38                          |
| 2007 | 9,59                           |
| 2008 | 7,69                           |
| 2011 | 7,30                           |
| 2020 | 3                              |

- Dati ottenuti da restituzioni cartografiche[6]
- Dati ottenuti da ortofoto
- Dati ottenuti da rilievi topografici

## Vie d'accesso
Il ghiacciaio può essere raggiunto dal Rifugio Giovanni Pedrotti alla Rosetta, dal Rifugio Pradidali, dal Passo Canali, dal Passo delle Lede e dai sentieri che raggiungono l'altopiano delle Pale dal versante bellunese.